# EPC betaling QR-Code
De Quick Response Code richtlijnen van de European Payments Council (EPC) bepalen de inhoud van een QR-code die kan worden gebruikt om SEPA-overschrijvingen te initiëren. Deze QR-codes kunnen worden gebruikt op facturen en betalingsverzoeken in de landen die het ondersteunen (Oostenrijk, België, Finland, Duitsland, Nederland) waardoor kan worden betaald zonder dat handmatige invoer vereist is. Dit geeft minder kans op fouten.
De European Payments Council is een vereniging van de Europese banksector.
De EPC-richtlijnen zijn verkrijgbaar bij de EPC zelf. Een andere versie is gepubliceerd door de Federation of Finnish Finance Services (FFI). 

## Geschiedenis
In de loop van 2012 heeft de toenmalige Oostenrijkse Studiengesellschaft für Zusammenarbeit im Zahlungsverkehr GmbH (Stuzza) de inhoud van een QR-code gedefinieerd die kan worden gebruikt voor het initiëren van overschrijvingen binnen de Single Euro Payments Area. 
In februari 2013 publiceerde de EPC het document 'Quick Response Code: richtlijnen om gegevensinvoer mogelijk te maken voor het initiëren van een overschrijving'.
Deze richtlijnen werden snel door de Oostenrijkse banken aangenomen. Deze QR-code is daar te herkennen aan de woorden "Zahlen mit Code" aan de rechterkant.
Deze richtlijnen werden later ook gebruikt door enkele banken in enkele andere landen: Finland (2015), Duitsland (2015), België (2016) en Nederland (2017).